# Alice Ayres
Alice Ayres (12 de septiembre de 1859 - 26 de abril de 1885) fue una niñera inglesa reconocida por su valentía al rescatar a los niños a su cuidado de un incendio en casa. Ayres era la sirvienta y niñera de la familia de su hermana y cuñado, Henry y Mary Ann Chandler. Los Chandler eran propietarios de un taller de pintura al óleo en Union Street, Southwark, al sur de Londres, y Ayres vivía con la familia en la parte superior de la tienda. En 1885 estalló un incendio en la tienda, y Ayres rescató a tres de sus sobrinas del edificio en llamas, antes de caer por una ventana y sufrir una lesión fatal.
Gran Bretaña, a raíz de la Revolución Industrial, experimentó un período de gran cambio social en el que los medios informativos escritos, en rápido crecimiento, prestaron cada vez más atención a las actividades de las clases más pobres. La forma de la muerte de Ayres causó gran interés público, con un gran número de personas que asistieron a su funeral y contribuyeron a la financiación de un memorial. Poco después de su muerte, se sometió a lo que se ha descrito como una «canonización secular», ampliamente representada en la cultura popular y, aunque se sabía muy poco acerca de su vida, fue muy citada como un modelo a seguir. Varios movimientos sociales y políticos promovieron a Ayres como un ejemplo de los valores de su movimiento particular. Las circunstancias de su muerte fueron distorsionados para dar la impresión de que era una empleada dispuesta a morir por la familia de su empleador, en lugar de explicar que con los niños estaba estrechamente relacionada por ser familiares. En 1902, su nombre se añadió al Memorial to Heroic Self Sacrifice y en 1936 la calle cercana a la escena del incendio pasó a llamarse Ayres Street en su honor.
El caso de Alice Ayres obtuvo una nueva publicidad con el lanzamiento de la obra de Patrick Marber en 1997,Closer , y en 2004 con la película basada en el libro. Un elemento importante de la trama gira en torno a un personaje central que fabrica su identidad basándose en la descripción de Ayres en el Memorial to Heroic Self Sacrifice, con algunas de las escenas clave de la película alrededor del memorial.

## Trabajo con la familia Chandler
Alice Ayres nació en una familia numerosa en 1859, la séptima de los diez hijos de un humilde trabajador, John Ayres. En diciembre de 1877, su hermana Mary Ann —once años mayor que Alice— se casó con un comerciante de pintura y aceite, Henry Chandler, dueño de una tienda en Union Street en Southwark, aproximadamente a 370 m al sur de la actual Tate Modern .
En 1881, Ayres trabajó como asistente del hogar de Edward Woakes, un médico especializado en trastornos de oído y garganta. Para 1885, se había convertido en la asistente doméstica y niñera de los Chandler, viviendo con la familia. Después de su muerte, Ayres fue descrita por un residente local como «no es un tipo de persona rápida: amable y callada, y siempre ocupada en su trabajo». Otra vecina describió a la prensa que «no hacía bromas, ni excursiones, ni festividades familiares podrían tentarla con sus deberes autoimpuestos. Los niños deben ser bañados y metidos en la cama, la ropa debe ser remendada, las habitaciones deben estar en orden, la ropa debe estar colocada, la cena cuidadosamente preparada, antes de que Alice sueñe con exponerse a sus propios placeres».

## Incendio
La tienda de Chandler en Union Street, ocupaba las instalaciones de la esquina de un edificio de tres pisos. La familia vivía en la parte superior de la tienda, con Henry y Mary Ann Chandler durmiendo en una habitación con su hijo Henry, de seis años, y Ayres compartiendo una habitación en el segundo piso con sus sobrinas, Edith, de cinco años, Ellen de cuatro, y Elizabeth, de tres años. En la noche del 24 de abril de 1885, se desató un incendio en el taller de pintura al óleo, atrapando a la familia en el piso de arriba. El óleo y los barriles de petróleo que se almacenaban en los pisos inferiores del edificio, fue lo que provocó que las llamas se propagaran rápidamente.  Aunque la tienda estaba cerca de la sede de los bomberos de Londres y los servicios de emergencia aparecieron rápidamente en escena, cuando llegaron, las llamas intensas provenían de las ventanas inferiores, lo que hacía imposible que los bomberos pudieran colocar escaleras. Mientras tanto, Ayres, que vestía solo su camisón, había tratado de alcanzar a su hermana a través del humo, pero no pudo. La multitud que se había reunido afuera del edificio gritaba a Ayres que saltara. En cambio, regresó a la habitación que compartía con las tres niñas y tiró un colchón por la ventana, dejando caer a Edith con cuidado sobre él. A pesar de las llamadas desde abajo para saltar y salvarse, salió de la ventana y regresó con Ellen. Ellen se aferró a Ayres y se negó a que la tirara, pero Ayres la echó del edificio y la niña fue atrapada por un miembro de la multitud. Ayres volvió a meterse en el interior por tercera vez y regresó con Elizabeth, que estaba gravemente herida, y la dejó caer sobre el colchón.
Después de rescatar a las tres niñas, Ayres intentó saltar, pero vencida por la inhalación de humo, cayó de la ventana y golpeó contra el cartel de la tienda. No rebotó en el colchón ni sobre la multitud que estaba debajo y cayó al pavimento, sufriendo lesiones en la columna vertebral. Ayres fue llevada de urgencia al cercano Guy's Hospital, donde, debido al interés público por su historia, se publicaron boletines cada hora sobre su salud y la reina Victoria envió a una dama de honor para preguntar por su estado.
El aceite y la pintura almacenados en el taller causaron que el fuego se consumiera fuera de control, y cuando los servicios de bomberos pudieron ingresar en las instalaciones, el resto de la familia fue hallada muerta. El cuerpo de Henry Chandler fue encontrado en la escalera, todavía aferrado a una caja fuerte cerrada con llave de la tienda, mientras que los restos de Mary Ann Chandler gravemente quemados se encontraban al lado de una ventana del primer piso, con el cuerpo de su hijo Henry de seis años a su lado.  La condición de Ayres fue a peor y murió en el Hospital de Guy el 26 de abril de 1885. Sus últimas palabras fueron reportadas como «Hice lo mejor que pude y no pude hacer más». Elizabeth, la última de las criaturas rescatadas, sufrió quemaduras graves en las piernas y murió poco después de Ayres.

### Funeral
El cuerpo de Ayres no fue llevado al depósito de cadáveres del Guy's Hospital, sino que se depositó en una habitación reservada para ella. El valor estimado de los tributos florales llegó a más de 1,000 £ —aproximadamente 99,000 £ a partir de 2018—. Ayres fue reconocida póstumamente por la Junta Metropolitana de Obras, controlada por la Real Sociedad para la Protección de la Vida contra Incendios —hoy la Sociedad para la Protección de la Vida contra Incendios—, que otorgó a su padre John Ayres una suma de 10 guineas —alrededor de 1,040 £ de 2018— en su honor. Un servicio conmemorativo para Ayres en la iglesia de San Salvador (ahora la Catedral de Southwark) atrajo a una multitud tan numerosa que los dolientes fueron rechazados debido a la falta de espacio para estar de pie, mientras que una donación tomada en el servicio conmemorativo comprendió 951 monedas, por un total de más de 7 £. Ayres recibió un gran funeral público al que asistieron más de 10.000 personas. Su ataúd fue llevado desde la casa de sus padres a su tumba en el cementerio de Isleworth por un equipo de 16 bomberos, que se relevaron mutuamente en grupos de cuatro. Asistieron al servicio de la iglesia un grupo de 20 niñas, vestidas de blanco, de la escuela de la aldea a la que Ayres había asistido. Se había planeado que las niñas siguieran el ataúd hasta la tumba y cantaran, pero una gran tormenta de granizo lo impidió.
Henry y Mary Ann Chandler fueron enterrados en el cementerio de Lambeth junto con sus dos hijos también muertos en el incendio. Edith y Ellen Chandler fueron aceptadas por la Escuela de Trabajadores Huérfanos en Kentish Town y entrenadas como sirvientas domésticas.

### Memorial

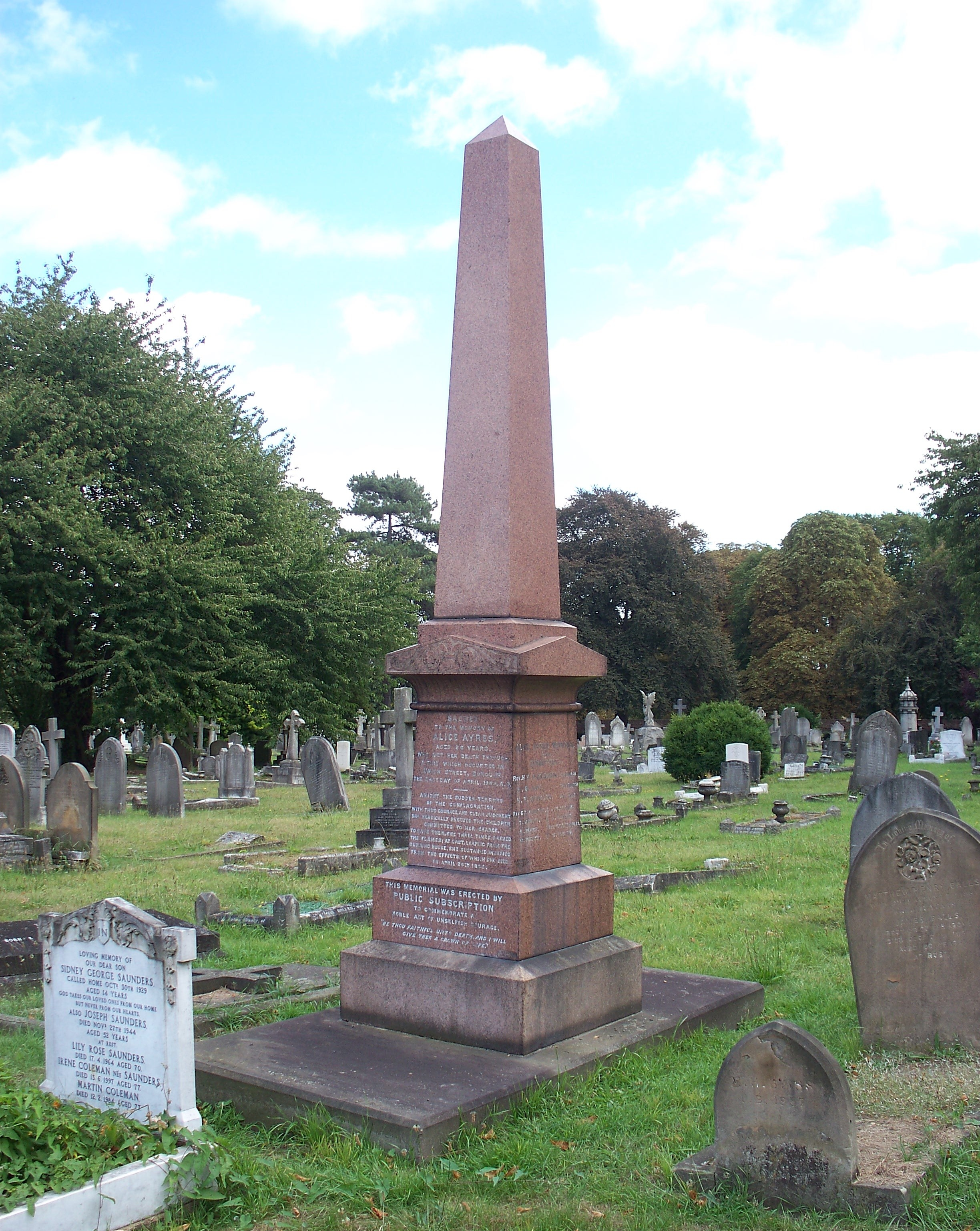
Memorial Alice Ayre.

Poco después del incendio, se decidió erigir un monumento a Ayres, financiado mediante suscripción pública, y en agosto de 1885 el fondo había recaudado más de 100 £ (aproximadamente 10,000 £ de 2018). El 15 de agosto de 1885 se comenzó a trabajar en el memorial. El monumento fue erigido sobre su tumba en el cementerio de Isleworth, tenía un diseño egipcio inspirado en la Aguja de Cleopatra, que se había erigido en el centro de Londres en 1878. Tomó la forma de un obelisco de granito rojo sólido de 4,3 m, y aún hoy en día es el marcador de tumbas más alto del cementerio. En el frente del obelisco está inscrito:

Consagrado a la memoria de Alice Ayres, de 26 años de edad, que conoció su muerte a través de un incendio que se produjo en la calle Unión, Borough, el 24 de abril, 1885.  
En medio de los terrores de la conflagración, con el verdadero valor y juicio, heroicamente rescató a los niños comprometidos a su cargo. Para salvarlos, ella tres veces desafió las llamas; por fin, saltando de la casa en llamas, sufrió heridas con efectos mortales el 26 de abril de 1885. 
Este monumento fue erigido por suscripción pública para conmemorar un acto noble de valor desinteresado. 
"Sé fiel hasta la muerte, y te daré una corona de vida".

El lado derecho del monumento enumera a los diez miembros del Comité Memorial Alice Ayres, presidido por el reverendo HWP Richards. El incendio de Union Street y el rescate de Ayres de los niños causaron un gran interés público desde el principio, y el incendio, la muerte y el funeral de Ayres, y la recaudación de fondos y erección del memorial se informaron en detalle en la prensa local y nacional y de todo el Imperio Británico.

## "Canonización" secular
El gobierno británico tradicionalmente había prestado poca atención a los pobres, pero a raíz de la Revolución Industrial, las actitudes hacia los logros de las clases más bajas estaban cambiando. El crecimiento de los ferrocarriles, la mecanización de la agricultura y la necesidad de mano de obra en las nuevas fábricas del centro de la ciudad habían roto la economía feudal tradicional y habían provocado el rápido crecimiento de las ciudades, mientras que el aumento de las tasas de alfabetización llevó a un mayor interés en los medios de comunicación escritos y la actualidad entre los trabajadores comunes. En 1856 se instituyó el primer honor militar por la valentía abierta a todos los rangos, la Cruz Victoria, mientras que en 1866 con la Medalla Alberto, se introdujo el primer honor oficial abierto a civiles de todas las clases.  Además, varias organizaciones privadas y caritativas dedicadas a salvar vidas, entre ellas la Royal Humane Society (1776) y la Royal National Lifeboat Institution (1824), aumentaron su actividad y prominencia, y otorgaron premios y medallas como medio de dar a conocer sus actividades y dar consejos para salvar vidas.
El pintor y escultor George Frederic Watts y su segunda esposa, la diseñadora y artista Mary Fraser Tytler, habían sido durante mucho tiempo defensores de la idea del arte como una fuerza para el cambio social, y del principio de que las narraciones de grandes hechos proporcionarían orientación para abordar lo graves problemas sociales de las ciudades británicas. Watts había pintado recientemente una serie de retratos de figuras destacadas que consideraba una influencia social positiva, el «Salón de la Fama», que fue donado a la National Portrait Gallery;  desde al menos 1866 había propuesto como pieza complementaria un monumento al «valor desconocido», celebrando la valentía de la gente común.
El 5 de septiembre de 1887, se publicó una carta en The Times por George Frederic Watts, en la que se proponía un plan para conmemorar el Jubileo de oro de la reina Victoria mediante la recopilación y conmemoración de «un registro completo de las historias de heroísmo en la vida cotidiana». Citó la muerte de Alice Ayres como un ejemplo del tipo de evento que propuso conmemorar, e incluyó en su carta un relato distorsionado de las acciones de Ayres durante el incendio de Union Street.

El asunto sería largo, pero citaría como ejemplo el nombre de Alice Ayres, la criada de todo el trabajo de un petrolero en Gravel-Lane, en abril de 1885, que perdió la vida al salvar a los hijos de su amo.

Los hechos, en caso de que sus lectores los hayan olvidado, fueron brevemente estos: "Despertados por los gritos de "Fuego" y el calor de las llamas que avanzaban ferozmente, la joven se ve en la ventana de un piso superior, y la multitud, sosteniendo algunas ropas para detener su caída, le suplican que salte de una vez por su vida. En su lugar, vuelve y reaparece arrastrando un colchón detrás de ella, que, con gran dificultad, empuja a través de la ventana. el colchón se atascó y cayó, la joven está nuevamente en la ventana con una niña de tres en sus brazos, que con gran cuidado y habilidad tira con seguridad sobre el colchón. Dos veces más con niños algo mayores, ella repite la hazaña heroica. Cuando llega su turno para saltar, sofocada o demasiado agotada por sus esfuerzos, no puede salvarse. Ella salta, pero demasiado débilmente, cae sobre el pavimento y es llevada insensiblemente a St. Thomas's Hospital, donde muere.
 —George Frederic Watts,Another Jubilee Suggestion, 5 de septiembre de 1887.

Watts originalmente había propuesto que el monumento tomara la forma de una figura de bronce colosal, pero para el año 1887 estaba proponiendo que el monumento fuera como »una especie de Campo Santo», que consistiera en un camino cubierto y una pared de mármol con la inscripción. "Nombres de héroes cotidianos", que se construiría en Hyde Park.  La sugerencia de Watts no fue aceptada, lo que llevó a Watts a comentar que «si hubiera propuesto un circuito de carreras en Hyde Park, habría habido muchos simpatizantes». Sin embargo, su estatus de alto perfil aumentó aún más la conciencia pública de la muerte de Alice Ayres.

### Representación en la literatura y arte
Emilia Aylmer Blake escribió quizás el primer poema sobre Ayres, titulado Alice Ayres, que recitó en una reunión social en junio de 1885. Francis Hastings Doyle también escribió un poema bien recibido en honor a Ayres, al igual que Laura Ormiston Chant, líder en la reforma social y activista por los derechos de las mujeres. A fines de la década de 1880, Ayres fue considerada como un modelo de la devoción británica al deber, y su historia se contó en colecciones de historias heroicas e inspiradoras para niños, incluso como la primera historia de FJ Cross,Beneath the Banner, en la que Cross comentó que: «Ella siempre había tratado de hacer lo mejor que podía. Su amorosa ternura hacia los niños puestos a su cuidado y su vida pura y gentil fueron observadas por quienes la rodeaban antes de que alguien pensara que ella había muerto con una muerte heroica. Así que, cuando llegó la gran prueba, ella estaba preparada, y lo que a nosotros nos parece el desinterés divino se le apareció, como un simple deber».

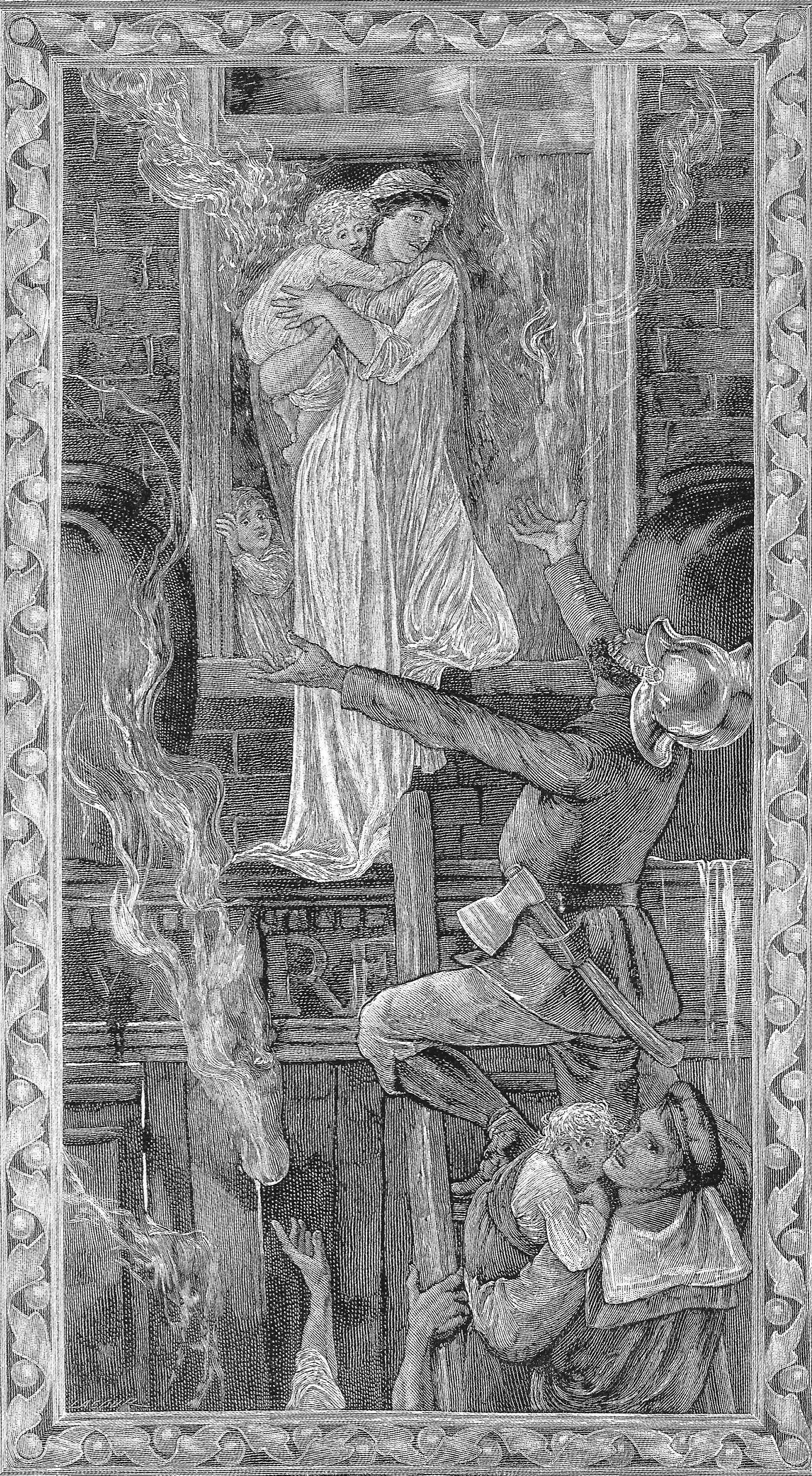
The Union Street Fire, Walter Crane.

En 1890 una serie de paneles pintados por Walter Crane se dieron a conocer por medio de Octavia Hill en el Salón de la Cruz Roja a 500 m de la ubicación del incendio de Union Street. Inspirados por las propuestas de George Frederic Watts, los paneles mostraban ejemplos de heroísmo en la vida cotidiana; El propio Watts se negó a involucrarse en el proyecto, ya que su monumento propuesto estaba destinado a ser una fuente de inspiración y contemplación en lugar de una simple conmemoración, y sintió que una obra artística potencialmente distraería a los espectadores de lo importante: los sacrificios heroicos de los individuos involucrados.
El primero de los paneles de Crane mostraba el Incendio de Union Street. Es una imagen idealizada que representa a Ayres como rescatada en lugar de rescatadora, que combina imágenes religiosas con símbolos tradicionales del heroísmo británico del siglo XIX, y no guarda relación con los hechos reales. Ayres, con un largo y suelto vestido blanco puro, se para en una ventana del primer piso, rodeada de llamas, sosteniendo a un niño pequeño. Un bombero se para en una escalera y se acerca a Ayres y al niño; mientras tanto, un marinero con uniforme completo de la Royal Navy tiene un segundo niño. Aunque en realidad Ayres había estado en un nivel mucho más alto del edificio y el intenso calor del aceite y el óleo en llamas hicieron imposible que los bomberos se acercaran al edificio, al representar a Ayres con el bombero y el marinero, vistos como símbolos del heroísmo británico y la fuerza británica, la imagen de Crane mejoró aún más su creciente reputación como figura heroica. La imagen de Crane en el Salón de la Cruz Roja fue mencionada en Alicia Ayres, una balada fronteriza escrita por el fundador de la Fundación Nacional para Lugares de Interés Histórico o Belleza Natural Hardwicke Rawnsley y publicada en 1896 junto con sus baladas de actos de valor, para la que George Frederic Watts escribió el prefacio.

### Monumento al autoheróico sacrificio

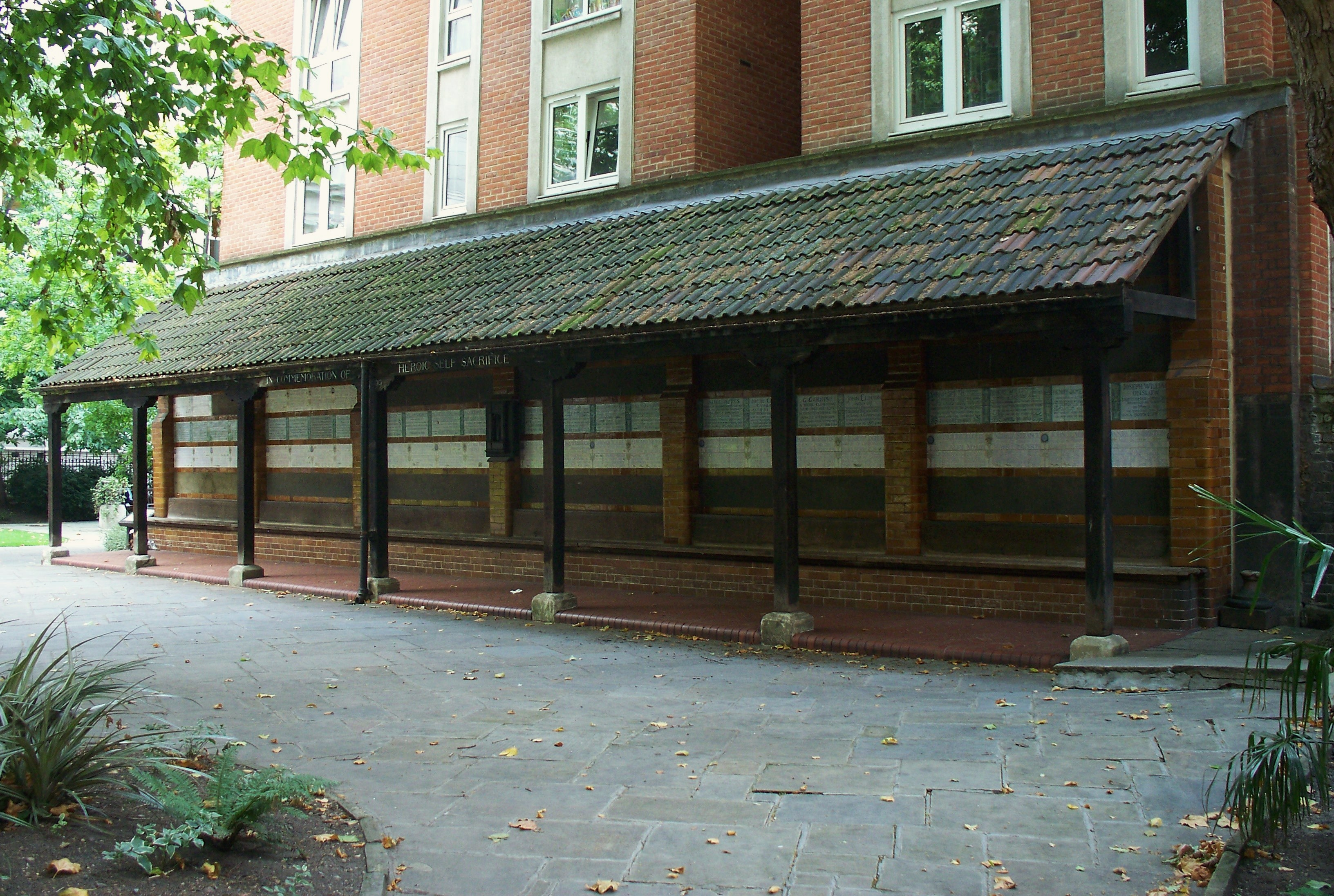
Memorial to Heroic Self Sacrifice.

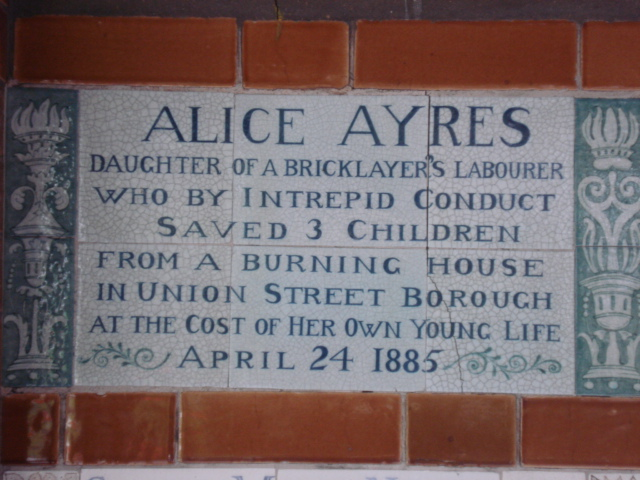
La tableta conmemorativa de Alice Ayres, diseñada por William De Morgan y agregada al Memorial to Heroic Self Sacrifice en 1902. Es una tableta formada por seis azulejos de tamaño estándar, bordeada por flores verdes en el estilo del movimiento Arts and Crafts, con una inscripción en letras mayúsculas verdes sobre un fondo blanco.

En 1898, se acercó a George Frederic Watts Henry Gamble, vicario de la iglesia de St. Botolph en Aldersgate, en la ciudad de Londres. El antiguo cementerio de St. Botolph se había convertido recientemente, junto con dos cementerios adyacentes más pequeños, en Postman's Park , uno de los parques públicos más grandes de la ciudad de Londres, y la iglesia estaba involucrada en una prolongada disputa financiera y legal sobre la propiedad de parte del parque.
Para proporcionar una justificación pública para mantener el terreno en disputa como parte del parque, y para elevar el perfil del parque y ayudar en la recaudación de fondos, la iglesia ofreció parte del parque como sitio para su memorial propuesto. Watts estuvo de acuerdo, y en 1900 el Memorial to Heroic Self Sacrifice fue presentado por Alfred Newton, Lord Mayor de Londres , y Mandell Creighton, obispo de Londres. El Memorial consistía en una logia de madera de 15 m de largo y 2,7 m de altura con techo de tejas, diseñado por Ernest George, que alojaba una pared con espacio para 120 tabletas conmemorativas de cerámica.
Las tabletas conmemorativas eran hechas a mano y resultaban caras de producir, y en el momento de la inauguración del Memorial únicamente había cuatro en su lugar. En 1902 se dieron a conocer otras nueve tabletas, incluido el memorial a Alice Ayres, por el que Watts había luchado durante mucho tiempo. Hecha por William De Morgan en el estilo de Arts and Crafts, la tableta verde y blanca dice «Alice Ayres, hija de un trabajador albañil, que por una conducta intrépida salvó a 3 niños de una casa en llamas en Union Street, Borough, con el costo de su propia joven vida el 24 de abril de 1885».

### Cambiar las actitudes y percepciones divergentes
Aunque el público hubiera estado familiarizado con el concepto de una figura heroica nacional femenina después de la amplia cobertura y admiración pública de Harriet Newell, Grace Darling y Florence Nightingale, la cobertura en curso de Ayres y su elevación como heroína nacional era inusual para la época. Ayres era una mujer de clase obrera sin educación, que después de su muerte sufrió lo que se ha descrito como «una canonización secular», en un momento en que, a pesar del reconocimiento formal gradual de las contribuciones de las clases más bajas, Los héroes eran generalmente hombres y se dedicaban a la exploración, el ejército, la religión o la ciencia y la ingeniería.
Este fue un período en el que crecieron las presiones políticas para la reforma social. La versión de Ayres presentada al público como una mujer dedicada enteramente al deber encarnaba el carácter británico idealizado de la época, mientras que la imagen de una mujer trabajadora pero que no se queja, que establece el bienestar de los demás por encima del suyo propio, encarna la visión idealizada de la clase trabajadora presentada por los reformadores sociales, y el ideal de mujer desinteresada y dedicada presentada por los activistas por los derechos de las mujeres entonces. En la inauguración del Memorial to Heroic Self Sacrifice, el alcalde mayor, Alfred Newton, había señalado que estaba «destinado a perpetuar los actos de heroísmo que pertenecían a las clases trabajadoras», mientras que George Frederic Watts, aunque en principio se oponía a la discriminación basada en la clase y consideraba que el Memorial estaba teóricamente abierto a todas las clases, había señalado que «las clases más altas no requieren o no deberían requerir recordatorios o incentivos».  Watts vio el propósito de su Memorial no como una conmemoración de hechos, sino como una herramienta para la educación de las clases más bajas.
La opinión de Watts fue compartida por otros que intentaron proporcionar material inspirador sobre los héroes británicos, y los autores que escribieron sobre Ayres alteraron sistemáticamente el hecho de que los niños rescatados eran miembros de su familia, en lugar de describirlos como los hijos de su empleador. Los informes de prensa en el momento del incendio describían a Ayres de varias maneras como una «pequeña niñera», «una sirvienta dispuesta, honesta y trabajadora», [5] y una «pobre pequeña doméstica». Además de la descripción de Ayres de 1887 de Watts como «la criada de todo el trabajo en una petrolera», El capítulo de Cross sobre Ayres en Beneath the Banner se titula «¡Sólo una niñera!», mientras que Rawnsley la llamaba «la niñera de la casa». Solo Barrington, escribió cinco años después del incendio en la inauguración del panel de Price, reconoció en una nota a pie de página que Ayres estaba emparentada con los Chandler, pero, sin embargo, la describe con «las típicas virtudes inglesas: coraje, fortaleza y Un incuestionable sentido del deber».

Mientras que George y Mary Watts y sus compañeros reformadores sociales paternalistas, junto con la prensa británica comprensiva y simpática, retrataron a Ayres como una sirvienta desinteresada e inspiradora de su empleador, otros tenían una opinión diferente. El periódico semanal Reynolds's, de izquierda, se quejó de que la falta de apoyo del estado a la familia de Ayres simbolizaba el mal trato de los trabajadores en general. La revista feminista pionera The Englishwoman's Review describió su «orgullo justo» en la «maternidad instintiva» de Ayres; por otro lado, Young England, un periódico imperialista para niños, dijo que «no hay sexo en el autosacrificio», elogiando a Ayres como un modelo de devoción al deber.

## Años posteriores

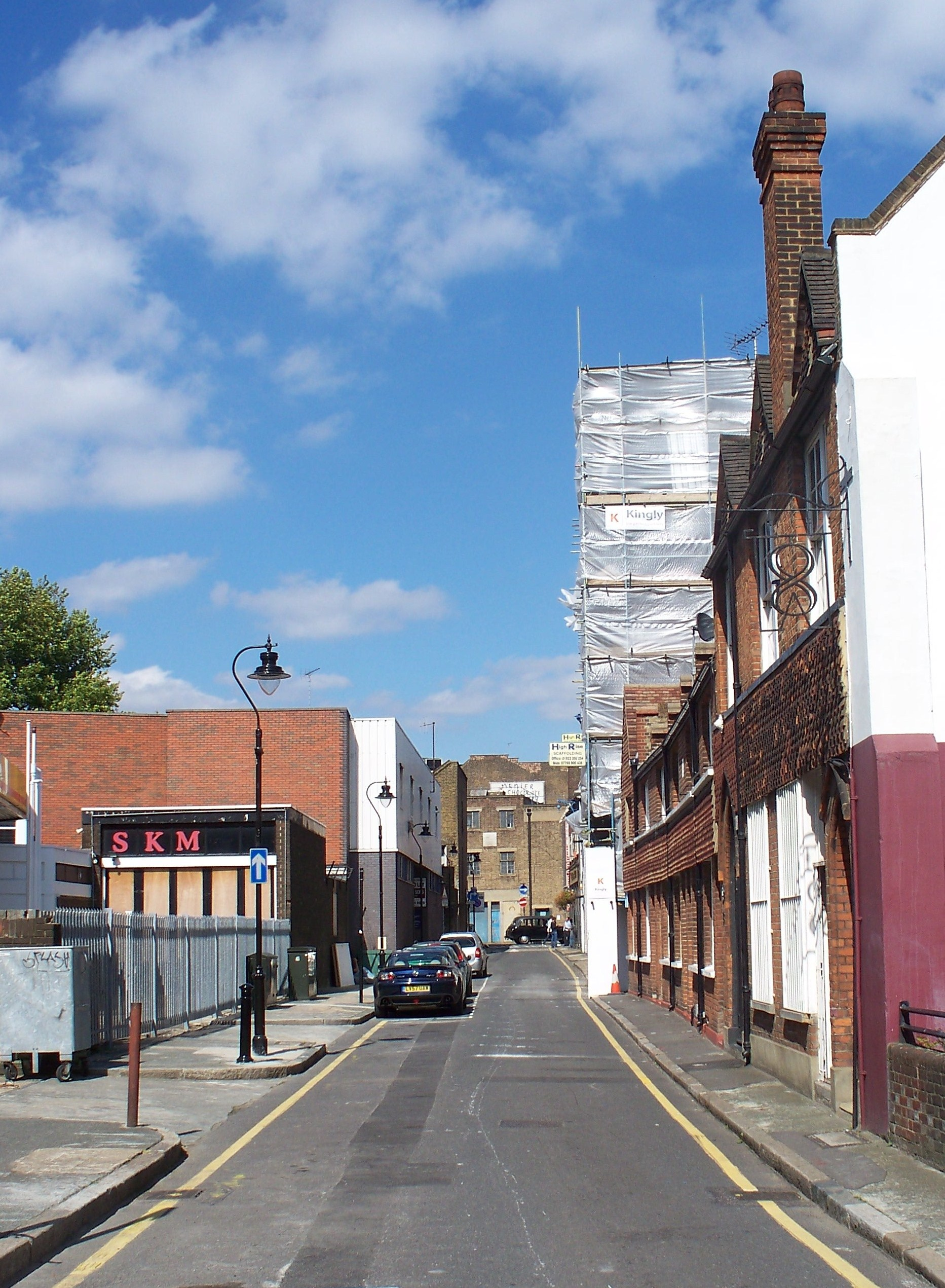
Ayres Street.

En 1936, la nueva administración laborista del Consejo del Condado de Londres cambió su nombre a White Cross Street, cerca del sitio del Red Cross Hall y la escena del incendio de Union Street, a Ayres Street en homenaje a Alice Ayres, un nombre que conserva hoy. La casa de los Chandler en 194 Union Street ya no está en pie, y el sitio está ocupado por parte del complejo de oficinas de la Union House; inmediatamente enfrente del lugar del incendio se encuentra la sede actual del Cuerpo de Bomberos de Londres.
Alice Ayres recibió una nueva atención del público con el lanzamiento de la obra Closer de Patrick Marber en 1997 y los Premios BAFTA 2004, y la película Closer también premiada en los Premios Globo de Oro, protagonizada por Natalie Portman, Julia Roberts, Jude Law y Clive Owen. Un elemento clave de la trama gira alrededor de la tableta conmemorativa de Ayres en Postman's Park, en la que se revela que el personaje Jane Jones —interpretada por Portman en la película—, se hace llamar Alice Ayres la mayor parte de la historia, y de hecho ha fabricado, su identidad basándose en la tableta del Memorial to Heroic Self Sacrifice, que lee en el momento de su primer encuentro con Dan Woolf —interpretado por Jude Law en la película— al comienzo de la acción. El parque, y el memorial a Ayres, ocupan un lugar destacado en las escenas de apertura y cierre de la película.